# Ulica Eugeniusza Kwiatkowskiego w Tarnobrzegu
Ulica Eugeniusza Kwiatkowskiego w Tarnobrzegu – jedna z ulic Tarnobrzega. Ulica wytyczona została w latach 90. XX wieku wraz z budową nowych osiedli na Serbinowie. Obecnie stanowi ważny ciąg komunikacyjny w zachodniej części Serbinowa.

## Otoczenie
Ważniejsze obiekty znajdujące się przy ulicy:
- Nowy targ miejski